# Mace: The Dark Age
Mace: The Dark Age és un videojoc de lluita publicat per Atari en màquines arcade el 1997 i portat per Midway a la Nintendo 64 el 1997.

## Jugabilitat
El joc és similar a la saga Bio F.R.E.A.K.S. i Mortal Kombat. Com en Mortal Kombat, quan un personatge guanya les dues rondes, pot realitzar una clau d'execució sobre l'enemic.
Similar al contemporani Dead or Alive, en lloc d'anellades el Mace: The Dark Age té escenaris envoltats de terrenys perillosos, causant danys a qualsevol personatge que surt fora dels límits. Un botó d'evadir-se permet als personatges fer un pas enrere o endavant cap als entorns 3D.

## Argument
En el segle xii, un grup de nacions anomenades "Aliança dels Set" envien els seus millors guerrers per matar a Asmodeus, un practicant de les arts fosques qui exerceix la llegendària Maça de Tanis. La Maça està plena d'energia necropòtica, oferir a aquells que l'exercien una promesa temptadora de vida i de poder sense fi. Els líders de l'est saben el que Asmodeus està tramant i envien els seus propis guerrers per eliminar-lo abans que sigui massa tard.

## Rebuda
Mace: The Dark Age va ser elogiat principalment a causa dels seus gràfics. També es va destacar per les interaccions de les etapes com per exemple l'aigua i àrees nocives com la lava. Next Generation va revisar la versió arcade, afirmant "Detall i profunditat en l'ordre que un Virtua Fighter ha pres anys de desenvolupament i pràctica, i Atari Games té un bon començament. Mace és un joc molt ben dissenyat amb atractius personatges i un bon auguri per a Mace II."
Segons Jeff Gerstmann de GameSpot, Mace "sembla fantàstic, però encara es juga malament. ... Cau directament entre Dark Rift i War Gods en el terreny de la lluita en 3D de N64." Matt Casamassina d'IGN el va acreditar com el millor joc de lluita de N64 en el moment del seu llançament, tot i que reconeix obertament que el conjunt de bons jocs de lluita disponibles per a la N64 en aquell moment era bastant superficial. Al 2011, Complex el va incloure a la llista de deu "còpies més flagrants de Mortal Kombat, afegint, "En qualsevol cas, era com una versió més brutal de Soul Edge."
Next Generation va revisar la versió de Nintendo 64 del joc, i va qualificar dues estrelles de cinc i va afirmar que "Irònicament, i això és especialment decebedor; encara és un dels millors jocs de lluita de la plataforma."